# ASMO
Arab Standardization and Metrology Organization (ASMO перевод Арабская организация по стандартизации и метрологии) — организация, относившаяся к Арабской лиге. Технический комитет «Арабские символы в информатике» (TC-8), образованный в 1981 г. в составе ASMO, занимался стандартизацией систем компьютерной обработки информации на арабском языке. Штаб-квартира ASMO была в Аммане, столице Иордании.

## История
В 1989 г. ASMO была расформирована, а её функции перешли к Центру по стандартизации и метрологии (Center for Standardization and Metrology, CSM) в составе Арабской организации по промышленному развитию и горному делу (Arab Industrial Development and Mining Organization, AIDMO), со штаб-квартирой в Рабате, столице Марокко.
С 1998 г. TC-8, переименованный в «Технический комитет по использованию арабского языка в ИТ», передан в ведение Сирийской арабской организации по стандартизации и метрологии (Syrian Arab Standardization and Metrology Organization, SASMO) со штаб-квартирой в Дамаске.

## Стандарты
TC-8 участвовал во многих конференциях ISO, ECMA-ATF и ALECSO (Arab League Educational, Cultural & Scientific Organ — Образовательный, культурный и научный орган Арабской лиги). Часть стандартов, выработанных этим комитетом, была принята как международные стандарты ISO:
ASMO-445двуязычная пятибитная кодировка для телекса
ASMO-449 (1982), ISO-9036 (1987)семибитная арабская кодировка
ASMO-584взаимное преобразование ASMO-445 и ASMO-449
ASMO-662 (1985)восьмибитная арабская кодировка
ASMO-663 (1987)арабская раскладка клавиатуры
ASMO-708 (1986), ISO 8859-6 (1987)восьмибитная арабская/латинская кодировка
ASMO-968 (1988)взаимное преобразование ASMO-445 и ASMO-662
CSM-969 (1992)набор символов для отображения и печати арабского текста
CSM-1021 (1992)взаимное преобразование ASMO-445 и ASMO-708